# Abbi cura di te (Highsnob e Hu)
Abbi cura di te è un singolo dei cantanti italiani Highsnob e Hu, pubblicato il 3 febbraio 2022 come secondo estratto dal primo album in studio di Hu Numeri primi.
Il brano è stato eseguito in gara al Festival di Sanremo 2022 durante la seconda serata della kermesse musicale.
Si classifica al 20º posto nella classifica finale.

## Descrizione
In un'intervista a La Gazzetta dello Sport, i due artisti hanno dichiarato:
Il singolo è presente anche nell'album musicale Numeri primi di Hu.

## Video musicale
Il video, diretto da Michele Rossetti e Mattia Chicco, è stato pubblicato in concomitanza del lancio del singolo sul canale YouTube di Highsnob.

## Classifiche
| Classifica (2022) | Posizione massima |
| ----------------- | ----------------- |
| Italia            | 21                |